# Janez Ranzinger
Janez Ranzinger (* 1909; † 1997) war ein jugoslawischer Glasbläser, kommunistischer Widerstandskämpfer gegen den Nationalsozialismus, Häftling im KZ Auschwitz und im KZ Buchenwald, führendes Mitglied des jugoslawischen Widerstandszentrums und Mitglied des illegalen Internationalen Lagerkomitees (ILK) und Mitglied der slowenischen Vereinigung der Partisanen und Widerstandskämpfer.

## Leben
Ranzinger absolvierte nach seiner Schulzeit eine Ausbildung zum Glasbläser. Er trat in die Kommunistische Partei Jugoslawiens (KPJ) ein, die sich nach 1921 illegal organisierte. Nach dem Einfall der Wehrmacht kämpfte er unter den Partisanen gegen die Besetzung. Dabei wurde er gefasst und in das KZ Auschwitz überstellt. Im Sommer 1943 wurde er aus dem KZ Auschwitz nach Buchenwald eingeliefert, wo er zum Stubendienst eingeteilt wurde. Die Leitung der deutschen Kommunisten nahm schnell Verbindung zu ihm auf. Nach kurzer Zeit gehörte er zu dem engeren Leitungskreis der jugoslawischen Widerstandsgruppe und war ihr Sekretär. Ranzinger beteiligte sich als Mitglied des Internationalen Lagerkomitees an der militärischen Vorbereitung eines Befreiungsaufstands.
Als die NS-Herrschaft beseitigt war, ging er nach Slowenien zurück und trat dem Bund der Kommunisten Jugoslawiens (BdKJ) bei. Er wurde Mitglied der slowenischen Vereinigung der Partisanen und Widerstandskämpfer.